# Lingua kotava
La lingua kotava è una lingua artificiale creata da Staren Fetcey nel 1978 e sottoposta a tre riforme rispettivamente nel 1988, nel 1993 e nel 2008. Possiede un vocabolario composto da oltre 16.000 radicali inventati senza alcuna relazione con il lessico delle lingue esistenti (è una lingua a priori), un alfabeto latino di 25 lettere e una grammatica regolare. La lingua kotava è parlata da circa 40 persone, principalmente in Francia, Africa, Canada e Polinesia.

## Descrizione
La lingua kotava possiede un lessico a priori ed una morfologia estremamente agglutinante: supera in agglutinazione perfino l'esperanto, considerato un modello del genere.

## Estratto
Il Padre nostro. (fonte)
Minaf Gadik dan koe kelt til,

Rinaf yolt zo tutumtar,

Rinafa gazara til,

Rinafa baltanira zo askir moe tawava dum koe kelt.

Va vielaf beg pu min batvielon zilil!

Va minafa kantara se ixel dum pu tel va min al ixes dere ixet!

Ise van zoenilu va min me levplekul,

Volse sol rote va min tunuyal!